# داریو مارینوویچ
داریو مارینوویچ (انگلیسی: Dario Marinović؛ زادهٔ ۲۴ مهٔ ۱۹۹۰) یک بازیکن فوتبال اهل کرواسی است.